# Supermarché
 (septembre 2012).
 (février 2013).
Si vous disposez d'ouvrages ou d'articles de référence ou si vous connaissez des sites web de qualité traitant du thème abordé ici, merci de compléter l'article en donnant les références utiles à sa vérifiabilité et en les liant à la section « Notes et références ».

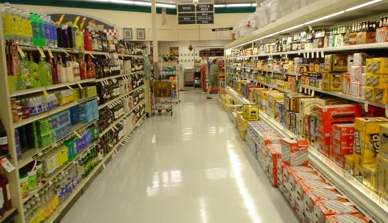
Présentation classique d'un rayon alimentaire en supermarché.

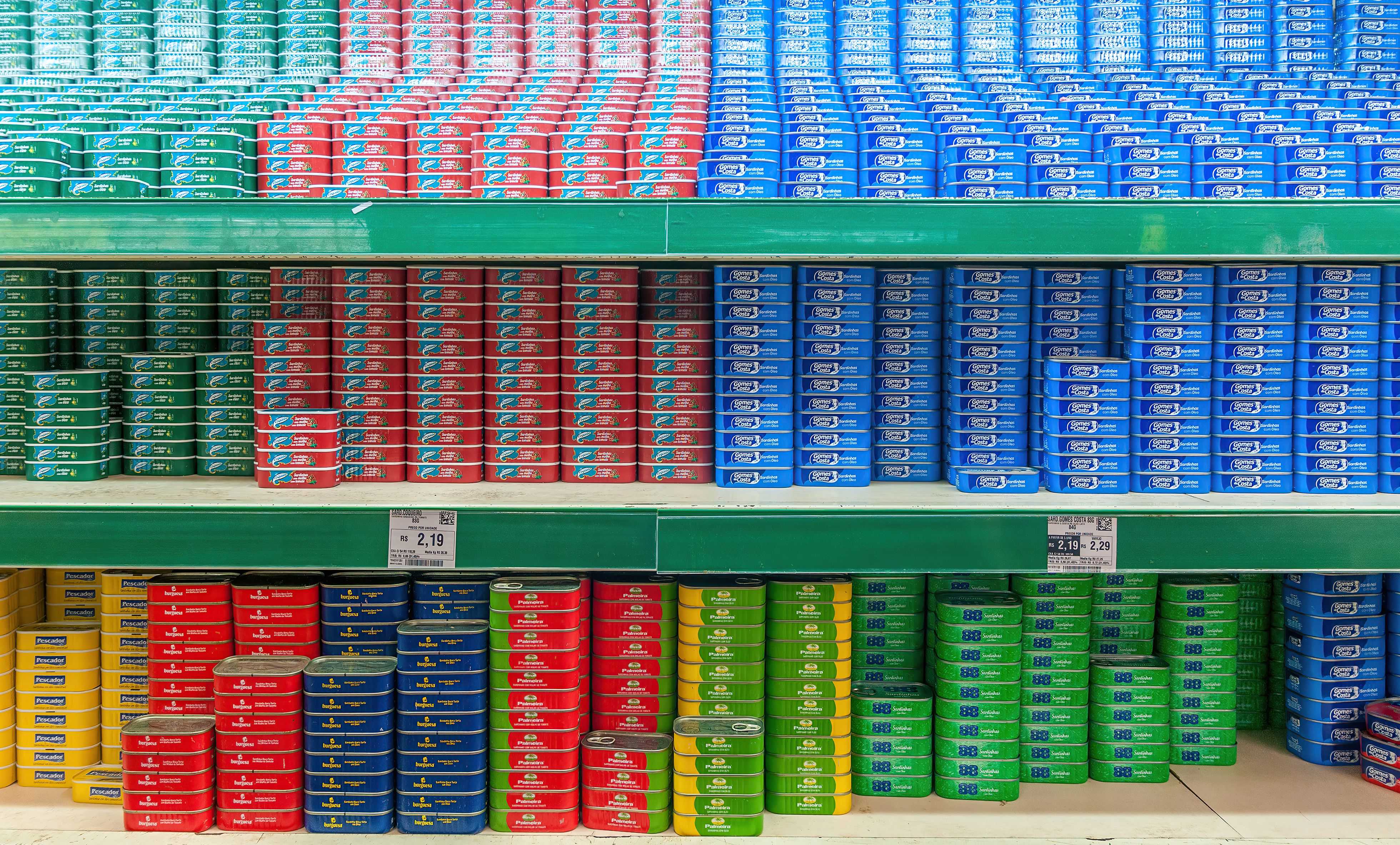
Autre présentation classique d'un rayon de supermarché, à Recife, au Brésil. Décembre 2016.

Un supermarché, souvent appelé épicerie au Canada francophone, est un établissement de vente au détail proposant, en libre-service, des produits alimentaires et de grande consommation.

## Significations nationales de l'appellation
Le terme « supermarché » recouvre des réalités qui peuvent varier selon les pays :
- En Belgique[1], comme en France[2], la surface est comprise entre 400 et 2 499 m2[3],[4]. Les points de vente en libre-service d'une surface inférieure à 400 m2 sont qualifiés de supérettes ou de libre-service et au-delà de 2 499 m2, il s'agit d'hypermarchés.

De 400 m2 à 1 000 m2, la catégorie des « petits supermarchés » réunit des magasins plutôt urbains et axés sur l'alimentaire. Les enseignes principales comportant ce type de points de vente sont les groupes Carrefour, Casino, Colruyt, Intermarché et Système U.
De 1 000 m2 à 2 500 m2, la catégorie des « grands supermarchés » réunit des points de vente plutôt ruraux, offrant un assortiment essentiellement alimentaire avec cependant un complément non-alimentaire plus développé en fonction des attentes de la clientèle incluse dans la zone de chalandise.
- Au Danemark, en Espagne, en Italie et au Luxembourg, la fourchette de surface règlementaire des supermarchés est de 400 à 4 000 m2 (bien qu'un supermarché ne dépasse pas en moyenne les 3 000 m2, au-delà on parle plus d'hypermarché).
- Au Canada, on parle de supermarché quand il s'agit d'un magasin d'alimentation à grande surface, de grand magasin quand il s'agit d'un commerce qui tombe dans la catégorie des hypermarchés en France, de dépanneurs pour les supérettes et d'épicerie pour une épicerie fine. On dit faire son épicerie quand on va magasiner dans un supermarché ou dans une épicerie fine.

## Historique

### Concept d'origine
On trouve la trace des premiers supermarchés aux États-Unis dans les années 1920, peu après l'invention du libre-service. Ces magasins ont une allure dépouillée et sont aménagés dans de vieilles granges, des usines ou des patinoires désaffectées. Les produits sont disposés à même le sol ou sur de simples planches de bois, avec à la clef des prix 20 à 50 % moins élevés que dans les épiceries traditionnelles.[réf. nécessaire]

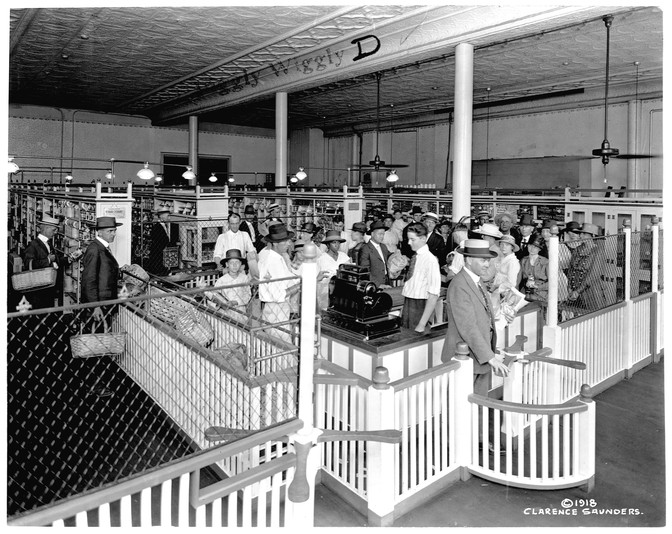
Le premier magasin Piggly-wiggly à Memphis (Tennessee), en 1917.

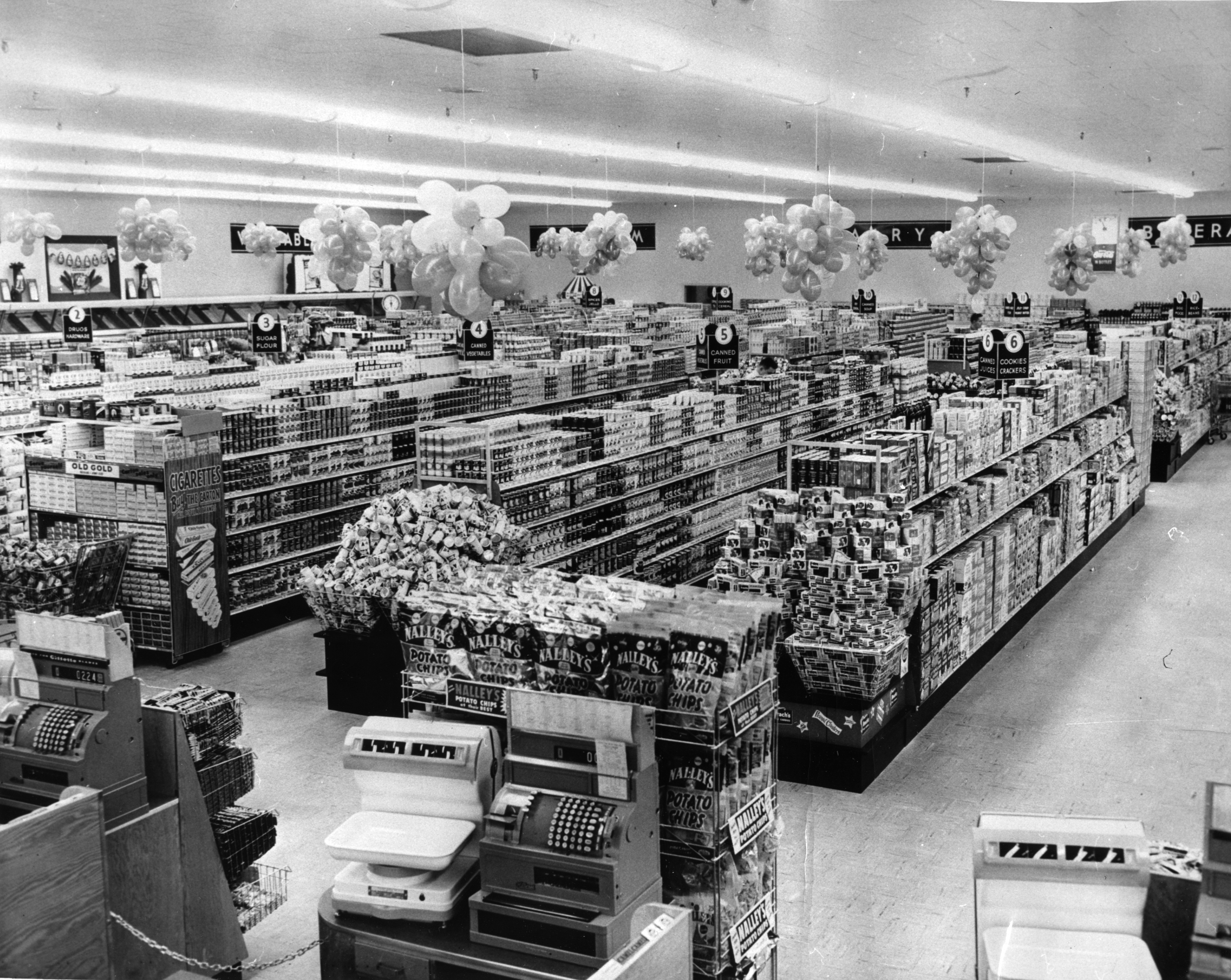
Intérieur d'un supermarché à Seattle en 1955.

- Clarence Saunders (1881-1953) est un entrepreneur américain, pionnier du magasin de vente au détail en libre-service. Détenteur du brevet d'un magasin libre-service déposé en 1917[6], il va incarner et développer cette formule véritablement révolutionnaire. En septembre 1916, il ouvre à Memphis un magasin-pilote à l’enseigne Piggly Wiggly (Petit cochon à perruque). Saunders n’y propose que des marchandises préemballées et « prévendues » par la publicité. Il est l’un des premiers à étiqueter tous ses articles, posés bien en vue sur des étagères et des gondoles, à portée de main des clients.[réf. nécessaire]

Avec près de 3 000 magasins, il devient en 1929 la deuxième enseigne américaine d’épicerie.[réf. nécessaire]
- Michael Cullen est considéré par d'autres comme le « père » du supermarché[7]. En août 1930, cet ancien employé de Kroger ouvre son premier supermarché King Kullen à New-York, dans un ancien garage loué dans le Queens. Il y amasse des tonnes de marchandises avancées par un ami grossiste. Il reprend aussi à bon compte les stocks que ne parviennent pas à écouler des fabricants, pris à la gorge par la crise économique.

Le premier supermarché du Canada ouvre en 1934 au Québec, sous la bannière Steinberg's à Montréal.
En 1948, le phénomène arrive à Londres puis à Bâle en 1951. En Belgique, la famille Delhaize inaugure un premier supermarché de 400 m2 en 1957, place Flagey à Bruxelles, lequel existe toujours. Tout a dû être importé des États-Unis, rayonnages, chariots et caisses enregistreuses. Les premiers clients désorientés face au libre-service attendent que l'on vienne s'occuper d'eux, il faudra plusieurs jours pour les persuader de prendre un chariot et de choisir eux-mêmes la marchandise et vaincre leur réticence vis-à-vis de la viande préemballée.

### En France
En France, en 1931, s'ouvre rue de Caumartin à Paris, le premier Prisunic, ancêtre du supermarché : le concept est celui d'un commerce populaire vendant des produits de grande série à des prix bas. Le 6 juillet 1948, Goulet-Turpin ouvre un magasin en libre-service en France, rue André-Messager à Paris, dans le quartier de Montmartre.
En 1949, Édouard Leclerc transforme son épicerie en magasin discount à Landerneau (Finistère). Le magasin pratique la vente en gros avec l'objectif avoué de faire chuter les prix non sur une poignée d'articles mais sur l'ensemble de l'assortiment : l'alimentation et le bazar sont vendus avec des rabais de 20 à 35 %.
En France, une autre ébauche de supermarché est l'œuvre de la Grande épicerie Bardou en mai 1957 à Paris,,. Le premier véritable supermarché avec parking ouvre le 15 octobre 1958 dans la nouvelle cité de Rueil plaine à Rueil-Malmaison, en région parisienne. Il s'agit de l'Express-Marché de la société Goulet-Turpin,.
En réaction à E. Leclerc, 1959/1960 voit le démarrage d'un premier magasin Carrefour à Annecy, au carrefour de l'avenue du Parmelan et de l'avenue André-Theuriet. En 1963, Carrefour ouvre un second supermarché à Cran-Gevrier avant d'en ouvrir un 3e, le 15 juin 1963, au carrefour du Donjon à Sainte-Geneviève-des-Bois, qui est en réalité déjà un hypermarché (> 2 500 m2 selon la norme française). Gérard Mulliez ouvre son premier supermarché Auchan en 1961 à Roubaix, dans le quartier des Hauts-Champs. Le magasin est installé dans une ancienne usine Phildar.
Au cours des années 2000, en France, le concept de supermarché doit se repositionner face au hard-discount qui se trouve en plein déploiement. Plus souples, les supermarchés, plutôt implantés en zone urbaine ou périurbaine, privilégient désormais les services et la fidélisation, entre autres au moyen de cartes de fidélité et de points cadeaux.
Avec le développement d'Internet apparaît le concept de drive : la plupart des grandes enseignes proposent désormais un site marchand où il est possible de commander ses achats, qui seront ensuite préparés et prêts à être chargés dans son véhicule.

## Principales enseignes en France
En France, les six principaux groupes présents sur le marché sont tous d'origine française (Carrefour, Leclerc, Auchan, Casino, Intermarché et Système U) et détiennent près de 85 % de parts de marché. Le mode d'organisation de la filière tourne autour de deux modèles : le coopératif et l'intégré.
- Les groupes Leclerc, Intermarché et Système U, reposent sur le modèle coopératif, à savoir une association d'entrepreneurs juridiquement et financièrement indépendants les uns des autres. Le groupement est géré comme une coopérative, avec des actionnaires adhérents, qui sont aussi propriétaires de leurs points de vente. Chacun est donc son propre responsable, mais ce système présente l'avantage de créer un lien de solidarité entre les adhérents et aussi de pouvoir mutualiser les moyens et les services.
- Parmi les groupes intégrés, on retrouve les enseignes Carrefour, Casino et Auchan. C'est le groupe qui est le propriétaire du point de vente, dont la gestion courante est déléguée à un responsable localement. Ainsi, ce n'est pas ce dernier qui décide de la politique à mettre en œuvre pour assurer la pérennité de son point de vente, même si une plus grande indépendance peut être accordée dans le cas d'une franchise par exemple[19].

## Le supermarché dans l'espace français
Le succès des supermarchés a accompagné la modification des mobilités ayant au lieu lors des Trente Glorieuses. L'élargissement de la classe moyenne et la démocratisation de la voiture ont en effet modifié l'urbanisme commercial. La nécessité d'un accès routier s'est substituée à celle d'un accès piéton, si bien que des entités commerciales telles que les supermarchés ont pu voir le jour dans des zones plus distantes des centres-villes. Cette distance a permis aux commerces variés des centres d'être concurrencés par un bâtiment à forte emprise spatiale, rassemblant alors dans un édifice unique tous les produits et services qui y étaient proposés. L'aménagement d'un parking autour du supermarché garantit enfin l'accès aux automobilistes.
Depuis les années 1990, les géographes ont coutume d'identifier les supermarchés comme les avatars de la désertification des centres-villes, particulièrement en ce qui concerne les petites et moyennes villes françaises. L'avantage économique que constitue pour une commune l'accueil d'une telle structure en fait un bien convoité par les maires. Ainsi, les supermarchés sont au cœur d'une concurrence intercommunale qui a pour conséquence d'affaiblir les commerces du centre. Ceux-ci disposent d'une accessibilité routière privilégiée par les populations, de même que la concentration de leurs produits présente des avantages fonctionnels, largement hérités de la philosophie consumériste des Trente Glorieuses.
On assiste alors de plus en plus à des initiatives de la part des villes ou des habitants eux-mêmes, qui visent à endiguer la construction de supermarchés dans les communes périphériques de petites villes. Les habitants et commerçants de la ville de Moret-sur-Loing (Seine-et-Marne) ont par exemple été à l'origine d'un mouvement de contestation contre l’implantation d’un Lidl et d’un Grand Frais à Écuelles, par peur du déclin des commerces du centre de la petite ville de 12 000 habitants.

## Le supermarché vu par les artistes
- En 1958, Italo Calvino lui jette un regard ironique dans Marcovaldo ou les saisons en ville. Il dévoile la folie de ce lieu avec la même poésie que son héros Marcovaldo, qui veut « courber les surfaces carrées » de la ville.
- Dans son roman Bruits de fond (1985), Don DeLillo décrit le supermarché comme le lieu de matérialisme total et en fait le symbole absolu de la société de consommation.
- Les auteurs des Requins Marteaux dénoncent de façon parodique le mauvais goût de la grande distribution en montant de fausses grandes surfaces, animées par des comédiens, avec des stands remplis de produits bas de gamme au packaging aussi repoussant que leur contenu supposé.
- Michel Musolino, dans une aventure du « Poulpe » (Plus dur sera le chiite, 1998), donne une analyse percutante de l'hypermarché Rond Point d'Aulnay-sous-Bois .
- La série américaine Superstore (2015) raconte de façon décapante et parfois loufoque la vie quotidienne des employés d’une enseigne de la grande distribution.
- Une valse dans les allées (2018) est un film allemand dont les personnages sont les employés d'un supermarché.

## Supermarchés biologiques et respectueux de l'environnement
Certains supermarchés se concentrent sur la vente de produits certifiés biologiques (ou même exclusivement),. D'autres cherchent à se différencier en vendant moins (ou pas du tout) de produits contenant de l'huile de palme. En effet, la demande d'huile de palme est l'un des principaux moteurs de la destruction des forêts tropicales. En réponse à la préoccupation croissante concernant l'utilisation intensive de plastiques à base de pétrole pour l'emballage alimentaire, des supermarchés et épiceries dits "zéro déchet" et "sans plastique" sont en hausse,,.

## Critiques
La grande envergure des supermarchés, bien qu'elle améliore souvent les coûts et l'efficacité pour les clients, peut exercer une pression économique significative sur les fournisseurs et les petits commerçants,,,. Les supermarchés génèrent souvent une quantité considérable de déchets alimentaires, bien que des technologies modernes telles que les unités de biométhanisation puissent être en mesure de traiter ces déchets pour en faire une source économique d'énergie,. De plus, le suivi des achats peut aider, car les supermarchés sont alors mieux en mesure d'ajuster leurs stocks (en particulier pour les produits périssables), réduisant ainsi le gaspillage alimentaire.
En 1997, le vicaire John Papworth suscite l'attention des médias lorsqu'il critique les grandes surfaces comme étant des « lieux de malheur et de tentation », et des destructeurs de communauté locale. Il déclare que pratiquer le vol à l'étalage dans ces endroits précis est certes illégal, mais que ce n'est pas un péché.